# Frikroksan
Frikroksan är en sjö i Åre kommun i Jämtland och ingår i Indalsälvens huvudavrinningsområde.